# Poligonul de teste nucleare din Nevada
Poligonul de teste nucleare din Nevada (eng. Nevada Test Site, NTS) este o rezervație militară a Departamentului de Energie a Statelor Unite situată în partea de sud-est a Comitatului Nye, Nevada, la 105 km distanță de Las Vegas. Conține 28 de zone, 1.100 de clădiri, 640 km de drumuri pavate, 480 km de drumuri neasfaltate, 10 heliporturi și două piste aeriene. Zonele sunt Area 1 - Area 25 (fără 10), Frenchman Flat, Jackass Flats, Pahute Mesa și Yucca Flat.

## Istoria
Poligonul  de 1800 km2 a fost stabilit de președintele Harry Truman la 18 decembrie 1950 în cadrul Nellis Air Force Gunnery and Bombing Range.

### 1951–1992

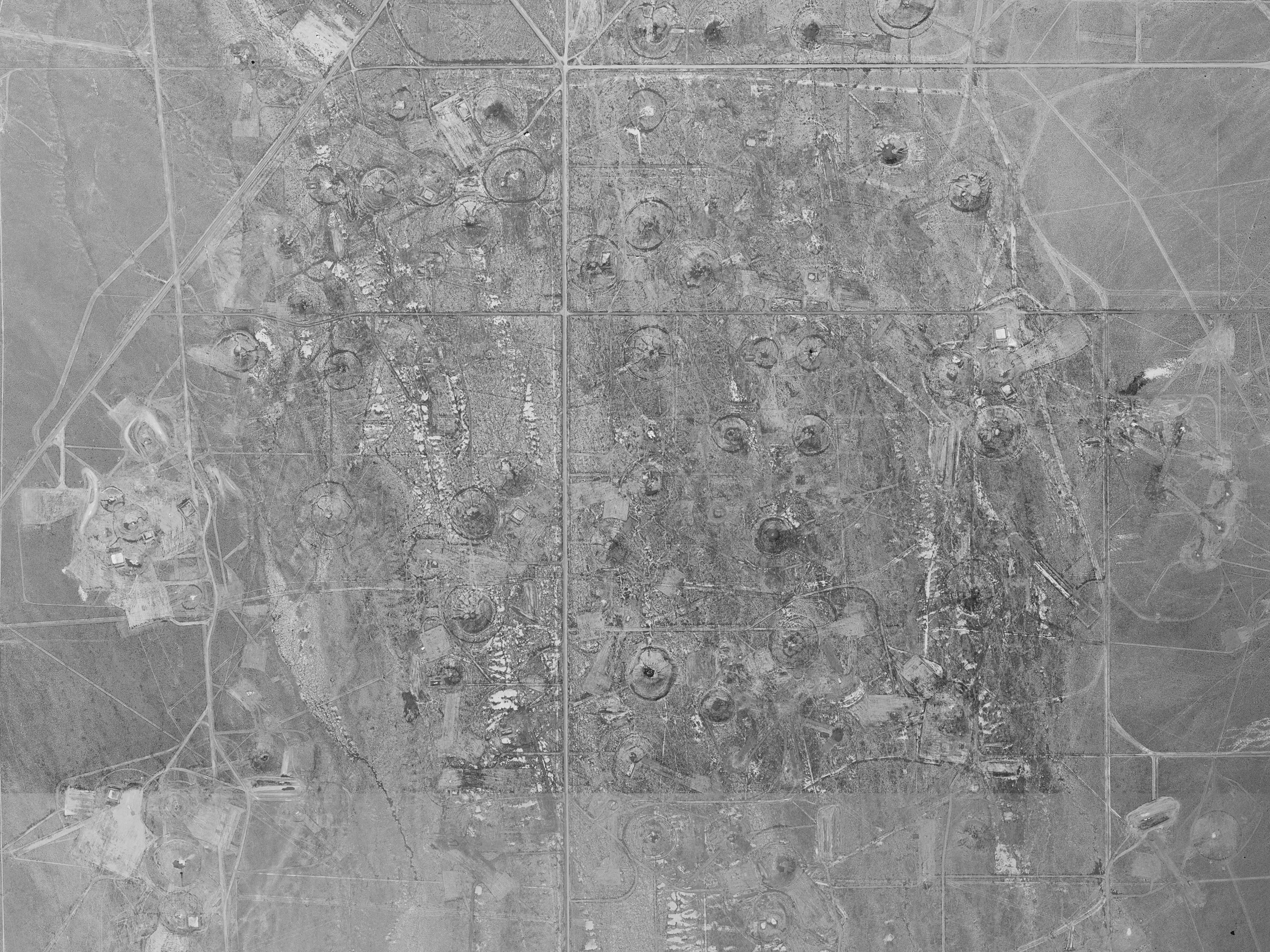
Cratere în toată zona Poligonului de teste nucleare din Nevada

Între 1951 și 1992 au avut loc în total 928 de teste nucleare anunțate în acest poligon. Dintre acestea, 828 au fost subterane. (Șaizeci și două dintre testele subterane au inclus explozii nucleare multiple, simultane, adăugând 93 explozii și ridicând numărul total la 1021 explozii nucleare, din care 921 au fost subterane.) Poligonul este brăzdat de cratere apărute în cadrul testărilor.  Poligonul de teste nucleare din Nevada a fost locul de testare principal al dispozitivelor nucleare americane, fiind contaminat radioactiv; doar 126 de teste americane au fost efectuate în altă parte (cele mai multe dintre acestea la Pacific Proving Grounds în Insulele Marshall).

## Situația actuală
Zona de testare ofera excursii lunare publice, adesea luni de zile rezervate în avans. Vizitatorii nu au voie să aducă aparate foto, binocluri, telefoane mobile sau să adune pietre drept suveniruri. 

## Cancer
În 1982, într-un proces cca. 1.200 de persoane au acuzat guvernul de neglijentă în folosirea armelor atomice și/sau nucleare în poligonul de testare de la Nevada în anii 1950, neglijentă care, potrivit lor, au cauzat leucemie și alte tipuri de cancer. Dr. Karl Z. Morgan a mărturisit că măsurile de protecție împotriva radiațiilor în aceste testele au fost minime. 

## Teste nucleare efectuate
| - Operațiunea Ranger — 1951 - Operațiunea Buster-Jangle — 1951 - Operațiunea Tumbler-Snapper — 1952 - Operațiunea Upshot-Knothole — 1953 - Operațiunea Teapot — 1955 - Project 56 — 1955 - Operațiunea Plumbbob — 1957 - Project 57, 58, 58A — 1957–1958 - Operațiunea Hardtack II — 1958 - Operațiunea Nougat — 1961–1962 - Operațiunea Plowshare — 1961–1973 (sporadic, cca. un test pe an) - Operațiunea Sunbeam — 1962 - Operațiunea Dominic II — 1962–1963 - Operațiunea Storax — 1963 - Operațiunea Niblick — 1963–1964 - Operațiunea Whetstone — 1964–1965 - Operațiunea Flintlock — 1965–1966 - Operațiunea Latchkey — 1966–1967 - Operațiunea Crosstie — 1967–1968 - Operațiunea Bowline — 1968–1969 - Operațiunea Mandrel — 1969–1970 - Operațiunea Emery — 1970 | - Operațiunea Grommet — 1971–1972 - Operațiunea Toggle — 1972–1973 - Operațiunea Arbor — 1973–1974 - Operațiunea Bedrock — 1974-1975 - Operațiunea Anvil — 1975–1976 - Operațiunea Fulcrum — 1976–1977 - Operațiunea Cresset — 1977–1978 - Operațiunea Quicksilver — 1978–1979 - Operațiunea Tinderbox — 1979–1980 - Operațiunea Guardian — 1980–1981 - Operațiunea Praetorian — 1981–1982 - Operațiunea Phalanx — 1982–1983 - Operațiunea Fusileer — 1983–1984 - Operațiunea Grenadier — 1984–1985 - Operațiunea Charioteer — 1985–1986 - Operațiunea Musketeer — 1986–1987 - Operațiunea Touchstone — 1987–1988 - Operațiunea Cornerstone — 1988–1989 - Operațiunea Aqueduct — 1989–1990 - Operațiunea Sculpin — 1990–1991 - Operațiunea Julin — 1991–1992 |